# Молоди (Гдовский район)
Молоди — деревня в Гдовском районе Псковской области России. Входит в состав Первомайской волости Гдовского района.
Расположена на юго-востоке района, в 55 км к юго-востоку от Гдова, в 16 км к юго-востоку от села Ямм и в 16 км к юго-западу от волостного центра, деревни Первомайская.

## Население
Численность населения деревни на 2000 год составляла 14 человек.